# 和田大仏及び横穴墓群

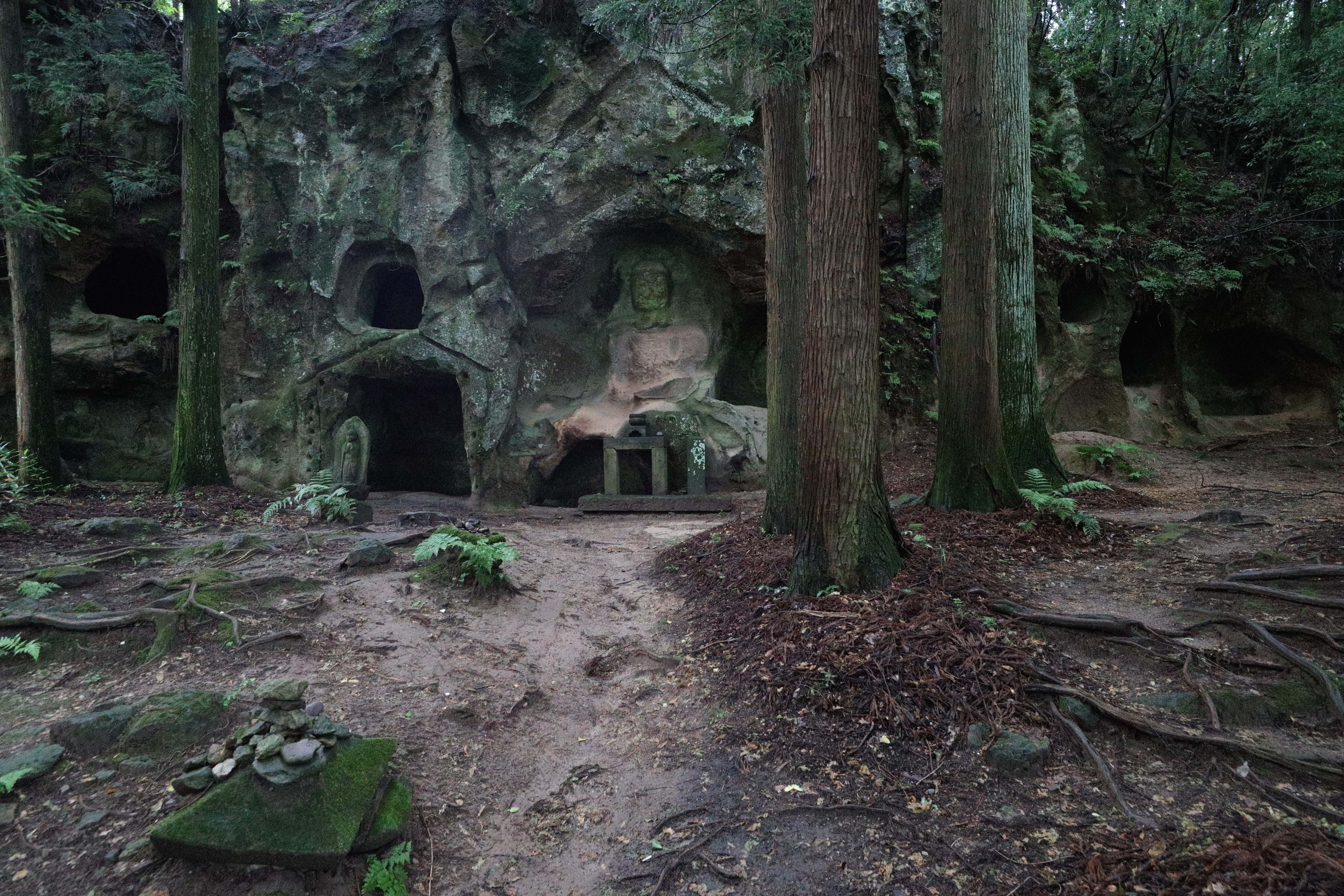
画像中央が和田大仏でその両脇に横穴墓がある

和田大仏及び横穴墓群（わだだいぶつおよびよこあなぼぐん）は、福島県須賀川市和田字大仏にある磨崖仏およびその周囲にある横穴墓群の総称である。

## 概要

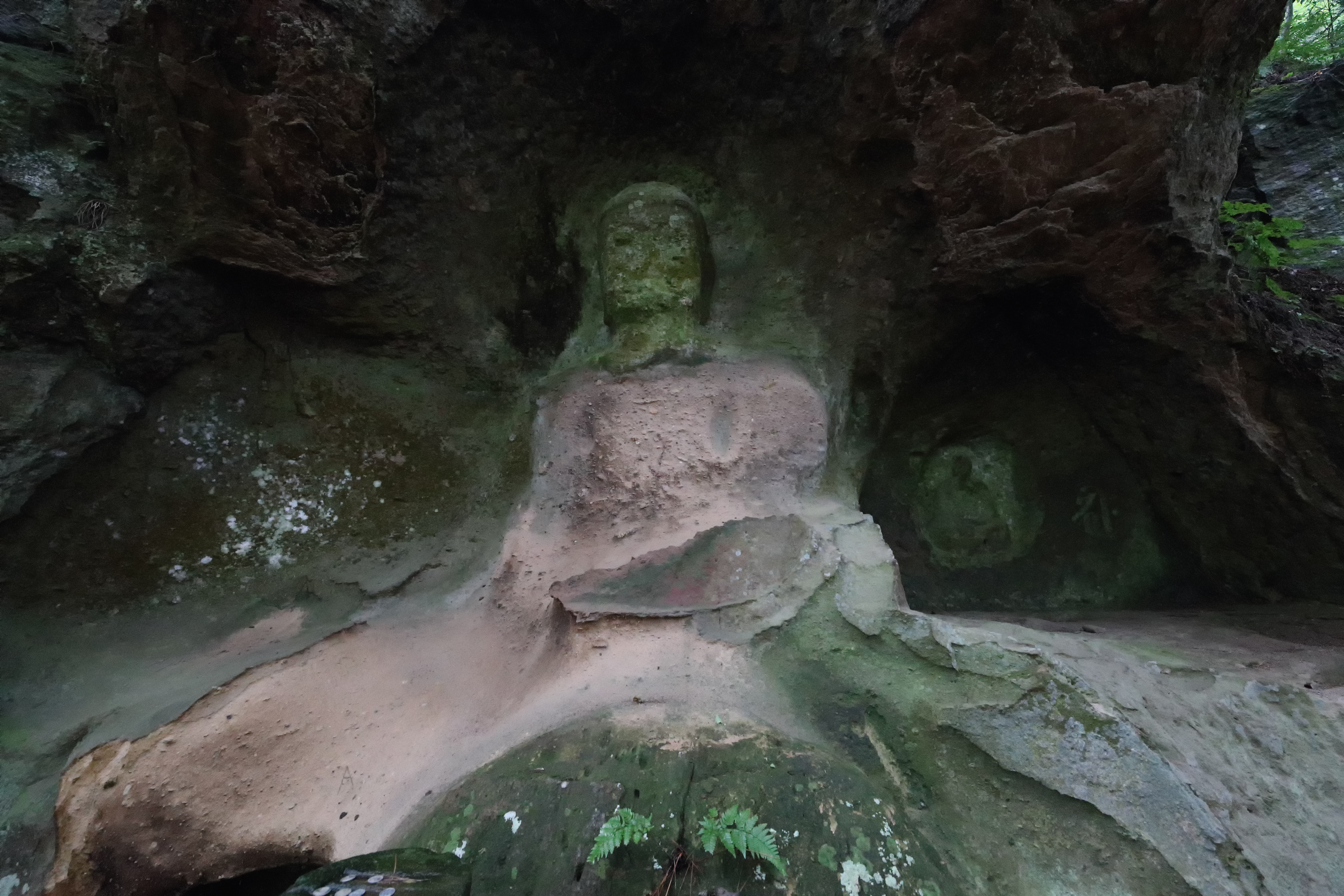
乳部が削り取られている

和田大仏は、須賀川市内からの福島空港アクセス道路（福島県道63号古殿須賀川線）の阿武隈川大仏大橋付近の丘の南斜面の岩壁に彫られた高さおよそ3.6mの磨崖仏である。阿弥陀如来あるいは大日如来の像と思われ、
伝説では、808年（大同3年）空海（弘法大師）が 諸国行脚の際に和田大仏を彫ったと伝えられている。
かつては乳不足の婦女子は大仏の乳部を削って粉を煮立てて飲むと乳がでるようになるという民間信仰があったため、乳のあたりが削られている。
まわりの岩壁には、古墳時代の終わりごろにつくられた、当時阿武隈川流域を中心に支配していた豪族の墓跡と考えられている横穴墓が20基ほどある。
1969年（昭和44年）、須賀川市指定史跡に指定された。

## 周辺
- 須賀川牡丹園
- 乙字ケ滝
- 福島空港公園緑のスポーツエリア

## 交通アクセス
- 東北自動車道須賀川ICから車で15分
- JR東日本水郡線川東駅から徒歩10分